# Сидоренко Петро Іванович
Петро́ Іва́нович Сидоре́нко (28 листопада 1907 — 7 січня 1985) — радянський військовик-артилерист, Герой Радянського Союзу (1945).

## Біографічні відомості
Народився 15 (28) листопада 1907 року в селі Шибене (зараз Бородянський район Київської області України) в селянській родині. Українець. Закінчив 6 класів. Працював бухгалтером.
У Червоній Армії з 1929 року. У 1933 році закінчив Сумську артилерійську школу, а в 1941 році — Військову академію імені М. В. Фрунзе.
У діючій армії під час німецько-радянської війни з липня 1941 року. Був командувачем артилерією 49-ї стрілецької дивізії (33-я армія, 1-й Білоруський фронт).
Полковник Сидоренко П. І. особливо відзначився при форсуванні річки Одер південніше міста Франкфурт (Німеччина). Вміло організував артилерійське забезпечення при форсуванні Одера стрілецькими підрозділами в ніч на 3 лютого 1945 року і боїв за розширення плацдарму на лівому березі річки. У ніч на 6 лютого 1945 року полковник Сидоренко П. І. особисто керував переправою артилерії 49-ї стрілецької дивізії на Одерський плацдарм. Артилеристи завдали противнику значних втрат у живій силі і техніці.
31 травня 1945 року полковнику Сидоренко Петру Івановичу присвоєно звання Героя Радянського Союзу з врученням ордена Леніна і медалі «Золота Зірка» (№ 6772).
Після війни П. І. Сидоренко продовжував службу в армії на командних посадах. У 1953 році він закінчив Військову академію Генерального штабу, а в 1961 році Вищі академічні курси при Військовій артилерійської академії.
З 1963 року генерал-лейтенант артилерії Сидоренко П. І. у запасі. Жив у Ленінграді (тепер Санкт-Петербург). Помер 7 січня 1985 року. Похований у Санкт-Петербурзі на Серафимівському кладовищі.